# Gretha Smit
Grietje "Gretha" Smit (ur. 20 stycznia 1976 w Rouveen) – holenderska łyżwiarka szybka, wicemistrzyni olimpijska i czterokrotna medalistka mistrzostw świata.

## Kariera
Pierwszy sukces w karierze Gretha Smit osiągnęła w 2002 roku, kiedy zdobyła srebrny medal w biegu na 5000 m podczas igrzysk olimpijskich w Salt Lake City. W zawodach tych wyprzedziła ją jedynie Niemka Claudia Pechstein, a trzecie miejsce zajęła Clara Hughes z Kanady. Na tych samych igrzyskach była też jedenasta w biegu na 3000 m. Na rozgrywanych cztery lata później igrzyskach olimpijskich w Turynie wystąpiła tylko w biegu drużynowym, wspólnie z koleżankami zajmując szóste miejsce. W 2003 roku wzięła udział w dystansowych mistrzostwach świata w Berlinie, zdobywając brązowe medale w biegach na 3000 i 5000 m. Na tych samych dystansach była druga podczas dystansowych mistrzostw świata w Seulu. W krótszym z biegów wyprzedziła ją tylko Claudia Pechstein, a w drugim lepsza była Clara Hughes. Wielokrotnie startowała w zawodach Pucharu Świata, odnosząc przy tym jedno zwycięstwo. Najlepsze wyniki osiągnęła w sezonie 2004/2005, kiedy zajęła trzecie miejsce w klasyfikacji 3000 m/5000 m. Wielokrotnie zdobywała medale mistrzostw Holandii, w tym złote na dystansie 5000 m w latach 2004, 2007 i 2008 oraz w biegu na 3000 m w 2005 roku. W 2009 roku zakończyła karierę.